# Montpelier (Indiana)
Montpelier é uma cidade localizada no estado americano de Indiana, no Condado de Blackford.

## Demografia
Segundo o censo americano de 2000, a sua população era de 1929 habitantes.
Em 2006, foi estimada uma população de 1828, um decréscimo de 101 (-5.2%).

## Geografia
De acordo com o United States Census Bureau tem uma área de
2,8 km², dos quais 2,8 km² cobertos por terra e 0,0 km² cobertos por água. Montpelier localiza-se a aproximadamente 265 m acima do nível do mar.

## Localidades na vizinhança
O diagrama seguinte representa as localidades num raio de 20 km ao redor de Montpelier.